# Volodímir Sidorenko
Volodímir Sidorenko   () és un boxejador ucraïnès, ja retirat, guanyador d'una medalla olímpica. Es germà bessó del també boxejador Valeri Sidorenko.
El 2000 va prendre part en els Jocs Olímpics d'Estiu de Sydney, on va guanyar la medalla de bronze en la categoria del pes mosca del programa de boxa.
En el seu palmarès amateur també destaca una medalla de plata en el Campionat del Món de boxa amateur de 2001 i dues medalles d'or en el Campionat d'Europa de boxa amateur, el 1998 i 2000.
Entre el 2001 i el 2010 va disputar 27 combats com a professional, amb un balanç de 22 victòries, tres derrotes i dos combats nuls. El 26 de febrer de 2005 va aconseguir el títol del pes gall de la WBA en superar el mexicà Julio Zárate. Va defensar el títol en sis ocasions fins el maig de 2008, quan el va perdre per decisió unànime contra Anselmo Moreno.
Durant un temps fou secretari general de la Federació de boxa de Kíiv i el 2020 fou candidat a les eleccions locals d'Enerhodar. Poc després de la invasió russa d'Ucraïna marxà a viure a Moscou, motiu pel qual el 12 de juny de 2023 se li va retirar la beca estatal que rebia com a medallista olímpic.